# Crowdsourcing
Crowdsourcing (wym. [ˈkraʊdˌsɔːr.sɪŋ]) – proces, w ramach którego organizacja (firma, instytucja publiczna, organizacja non-profit) przeprowadza outsourcing zadań wykonywanych tradycyjnie przez pracowników do niezidentyfikowanej, zwykle bardzo szerokiej grupy ludzi w formie open call (ang. crowd „tłum”, sourcing „pozyskiwanie, zaopatrywanie się”).

## Charakterystyka
Crowdsourcing umożliwia wszystkim użytkownikom Internetu partycypację w zadaniach, które kiedyś były zarezerwowane dla wąskiej grupy specjalistów. Termin „crowdsourcing” został po raz pierwszy zdefiniowany i użyty przez dziennikarza magazynu „Wired” Jeffa Howe’a w artykule Rise of Crowdsourcing z 2006 r.

## Historyczne przykłady crowdsourcingu
Mimo że crowdsourcing jest relatywnie nowym terminem, przykłady sięgania do mądrości tłumu można znaleźć już w XVIII w. W 1714 r. brytyjski rząd zaoferował nagrody w wysokości od 10 000 do 20 000 GBP dla każdego obywatela, który opracuje praktyczną metodę dokładnego określania długości geograficznej statku. Osoby, których praca miała znaczący wkład w zbliżanie się do rozwiązania problemu, otrzymywały mniejsze kwoty. Rekordzista John Harrison uzbierał w ten sposób ponad 14 000 funtów. Innym przykładem partycypacji tłumu są prace nad słownikiem Oxford English Dictionary, które rozpoczęły się pod koniec XIX w. i trwały ponad 70 lat. W ciągu tych kilku dekad pracujący nad słownikiem naukowcy pod kierunkiem prof. Jamesa Murraya otrzymali od wolontariuszy z całej Anglii 6 milionów listów z propozycjami definicji i użycia słów z języka angielskiego.

## Korzyści crowdsourcingu
Treść tej sekcji może nie być zgodna z zasadami neutralnego punktu widzenia.
 Po wyeliminowaniu niedoskonałości należy usunąć szablon {{Dopracować}} z tej sekcji.
- Problemy mogą być rozwiązane przy względnie niskich kosztach, na ogół bardzo szybko
- Płaci się w zależności od rezultatu, czasem wręcz nagradzanie się pomija
- Organizacja dociera do szerszego grona talentów, niż tylko tego, które jest obecne w samej organizacji
- Poprzez słuchanie społeczności, organizacje zyskują wgląd z pierwszej ręki do potrzeb i pragnień klientów
- Społeczność może poczuć, że współtworzy markę, co skutkuje poczuciem posiadania poprzez przyłożenie się do współpracy

## Odmiany crowdsourcingu
W ostatnich latach, gdy zjawisko angażowania konsumentów w życie marek staje się coraz popularniejsze i kolejne koncerny decydują się na takie działanie, crowdsourcing zaczął ewoluować i przyjmować nowe formy.
Specjaliści od marketingu zamiast rzeczonego „tłumu” coraz częściej chcą wykorzystywać określone grupy wchodzące w jego skład. Jedną z takich odmian crowdsourcingu jest ARTsourcing.
ARTsourcing to zaawansowana forma crowdsoucingu, w którym społecznością, do której marka kieruje przekaz, są przedstawiciele różnych dziedzin sztuki i design: graficy, filmowcy, dźwiękowcy, copywriterzy, malarze czy architekci.
Crowdsourcing może być także stosowany jako narzędzie angażowania obywateli w proces tworzenia prawa. Jednym z pierwszych przykładów jego zastosowania na świecie były prace nad projektem ustawy o ruchu poza drogami publicznymi w Finlandii (2013).

## Zastosowanie crowdsourcingu w tłumaczeniu
Od czasu rozpowszechnienia się Web 2.0 na popularności zyskało także zjawisko zwane crowd translation, czyli zastosowanie crowdsourcingu w tłumaczeniu różnych projektów. Przez crowdsourcing w tłumaczeniu rozumie się uzyskiwanie tłumaczeń poprzez angażowanie szerokiej grupy osób (zarówno profesjonalistów, jak i ochotników-amatorów) w określony projekt tłumaczeniowy.
Za początek zjawiska uważa się tworzenie przez fanów mangi tłumaczeń japońskich komiksów. Podobnie jak w przypadku fansubów, takie tłumaczenia powstają przez fanów dla fanów i publikowane są nieodpłatnie w internecie.
Obecnie wiele firm (głównie tworzących serwisy internetowe, portale społecznościowe i oprogramowanie) decyduje się na skorzystanie z crowdsourcingu przy realizacji projektów tłumaczeniowych. Tłumaczenie tego typu polega na podziale tekstu źródłowego, a następnie rozdzieleniu pracy pomiędzy wielu indywidualnych wykonawców, którzy z różnych powodów chcą wziąć udział w realizacji projektu.
Ochotnicy podejmują się tłumaczenia tekstu najczęściej z chęci identyfikowania się z ulubioną marką bądź w celu rozwijania umiejętności językowych. Wśród czynników motywujących tłum do działania wymienia się także możliwość współpracy lub rywalizacji z innymi użytkownikami sieci, nawiązywania kontaktów z ludźmi o podobnych zainteresowaniach, budowania pozytywnego osobistego wizerunku w internecie, czerpania przyjemności z wykonywania tłumaczenia oraz wykorzystania własnych umiejętności w praktyce. Dla niektórych, przynależność do społeczności realizującej projekt tłumaczeniowy oraz możliwość dzielenia się własną twórczością z innymi ma pozytywny wpływ na poczucie własnej wartości.
Wśród największych zalet tłumaczenia crowdsourcingowego wymienia się szybkość, z jaką uzyskuje się tłumaczenie oraz obniżenie kosztów związanych z realizacją projektu. Niektóre źródła kwestionują wspomniane wyżej zalety, twierdząc, iż cały proces (m.in. zbudowanie systemu umożliwiającego udostępnianie tekstów źródłowych oraz odbieranie gotowych tłumaczeń) jest czasochłonny i przewyższa koszty przetłumaczenia tekstu przez profesjonalnego tłumacza. Ponadto, niemożliwym wydaje się uniknięcie kosztów związanych z zarządzaniem, technologią oraz weryfikacją tłumaczeń przesyłanych przez uczestników projektu. Jeśli chodzi o wady, najistotniejszą wydaje się jakość tłumaczenia. Z tego względu, propozycje tłumaczeń użytkowników często poprawiane są przez profesjonalistów.
Z tłumaczeń crowdsourcingowych korzystają takie serwisy jak Facebook, Twitter, LinkedIn czy Ubuntu. Każdy z nich tłumaczony jest przez użytkowników, którzy dobrowolnie zgłaszają się do realizacji określonych projektów. Gdy w 2008 roku stworzona została francuska wersja Facebooka, proces tłumaczenia stron trwał niecałą dobę. W realizacji projektu wzięło podobno udział ponad 4000 rodzimych użytkowników języka francuskiego.
W branży tłumaczeniowej funkcjonują również pojęcia takie jak tłumaczenie społecznościowe (ang. community translation), tłumaczenie społeczne (ang. social translation), tłumaczenie wolontariackie (ang. volunteer translation) czy też współtłumaczenie (ang. collaborative translation). Powyższe terminy bywają używane zamiennie z wyrazem „crowdsourcing”, natomiast określają one nieco różniące się od siebie sposoby na realizację tłumaczeń.